# Ambohimiarina II
Ambohimiarina II est une commune rurale malgache située dans la région de Vatovavy.